# 第6回ボストン映画批評家協会賞
6th BSFC Awards

1986年1月26日

作品賞: 

乱
第6回ボストン映画批評家協会賞（だい6かいボストンえいがひひょうかきょうかいしょう）は1985年の映画を対象としており、1986年1月26日に受賞者が発表された。

## 受賞一覧

### 作品賞
- 『乱』（黒澤明監督）

### 監督賞
- ジョン・ヒューストン - 『女と男の名誉』

### 主演男優賞
- ジャック・ニコルソン - 『女と男の名誉』

### 主演女優賞
- ジェラルディン・ペイジ - 『バウンティフルへの旅』

### 助演男優賞
- イアン・ホルム - 『ウェザビー』、『ドリームチャイルド』、『未来世紀ブラジル』、『ダンス・ウィズ・ア・ストレンジャー』

### 助演女優賞
- アンジェリカ・ヒューストン - 『女と男の名誉』

### 脚本賞
- ウディ・アレン - 『カイロの紫のバラ』

### 撮影賞
- 斎藤孝雄、上田正治 - 『乱』

### 英語映画賞
- 『女と男の名誉』

※作品賞が非英語圏の作品だったことによる措置。

### ドキュメンタリー映画賞
- 『SHOAH ショア』